# Twisted Triggers
Pour plus de détails, voir Fiche technique et Distribution.
Twisted Triggers est un film américain réalisé par Richard Thorpe, sorti en 1926.

## Synopsis
Alors qu'il vient de sortir de prison où il était après avoir été faussement accusé de vol par Dan Norris, Jim Regan est emprisonné de nouveau pour avoir tenté de tuer ce dernier. Son ami Wally Weston rencontre "Angel-Face", alors qu'il est en train de chercher du travail au ranch Bar X. Regan est relâché à condition de ne pas quitter la ville et se rend au ranch Weston pour voir Wally. Hiram, le père de Wally, le renvoie mais, quand Regan est trouvé mort près du ranch, Hiram est accusé du meurtre. Après avoir entendu Norris admettre être coupable de ce crime, Angel-Face en informe Wally mais il est blessé par Norris qui s'échappe. Wally le poursuit et le capture. Angel-Face se rétablit, Hiram est relâché, et Wally épouse Ruth, la fille de Regan.

## Fiche technique
- Titre original : Twisted Triggers
- Réalisation : Richard Thorpe
- Scénario : Betty Burbridge
- Photographie : Ray Ries
- Production : Lester F. Scott Jr.
- Société de production : Action Pictures
- Société de distribution : Associated Exhibitors
- Pays de production :  États-Unis
- Langue originale : anglais
- Format : noir et blanc — 35 mm — 1,37:1 — Film muet
- Genre : Western
- Durée : 5 bobines
- Date de sortie :
  - États-Unis : 11 juillet 1926

## Distribution
- Wally Wales : Wally Weston
- Jean Arthur : Ruth Regan
- Al Richmond : Norris
- Art Winkler : "Angel-Face"
- J.P. Lockney : Hiram Weston
- William Bertram : Jim Regan
- Harry Belmour : le cuisinier
- Lawrence Underwood : le shérif